# Antrocephalus erythropus
Antrocephalus erythropus är en stekelart som beskrevs av Schmitz 1946. Antrocephalus erythropus ingår i släktet Antrocephalus och familjen bredlårsteklar. Inga underarter finns listade i Catalogue of Life.